# Адольф Альфан
Жан-Шарль Адольф Альфан (26 жовтня 1817, Гренобль — 6 грудня 1891, Париж) — французький інженер-будівельник і архітектор.

## Біографія
Закінчив семінарію у рідному місті, після чого вирушив до Парижа, де навчався в ліцеї Карла Великого. У 1835 році вступив до Політехнічної школи у Парижі, а в 1837 році в Національну школу мостів і доріг. Після завершення здобуття освіти, в 1839–1853 роках працював інженером в Бордо. Наприкінці 1853 року був запрошений бароном Османом взяти участь у глобальній перебудові міста, так званій османізації Парижа, і зайняти посаду головного інженера відділу благоустрою. Під керівництвом Альфана було влаштовано чи перебудовано велику кількість садів, парків, площ та бульварів; зокрема, їм було влаштовано парк Бютт-Шомон і Монсо, а також перебудовані Єлисейські поля. До 1870 був членом ради департаменту Жиронда від кантону Кутра.
Зберіг свій пост після відставки Османа в січні 1870 року, під час Франко-прусської війни керував будівництвом фортифікаційних споруд навколо Парижа, після падіння Другої імперії був призначений Адольфом Тьєром керівником всіх будівельних робіт у Парижі. З 1878 року після смерті Бельграна очолював також службу водопостачання і каналізації міста. Брав участь у підготовках Всесвітніх виставок у Парижі в 1878 і 1889 роках, в 1889 отримав Великий хрест хрест Ордена Почесного легіону, а в 1891 після смерті Османа зайняв його місце в Академії витончених мистецтв. Похований на цвинтарі Пер-Лашез. Його перу належить робота «Les promenades de Paris» (1867–1872, 2 томи).